# قرناطة
قَرْنَاطَة (بالإيطالية: Carnate)‏ مدينة وبلدية إيطالية تقع بمقاطعة ميلانو.